# راي روبرتسون
راي روبرتسون (بالإنجليزية: Ray Robertson)‏ (1966، تشاتام كينت في كندا)؛ كاتب مقالات وروائي كندي.